# Velayos (Ávila)

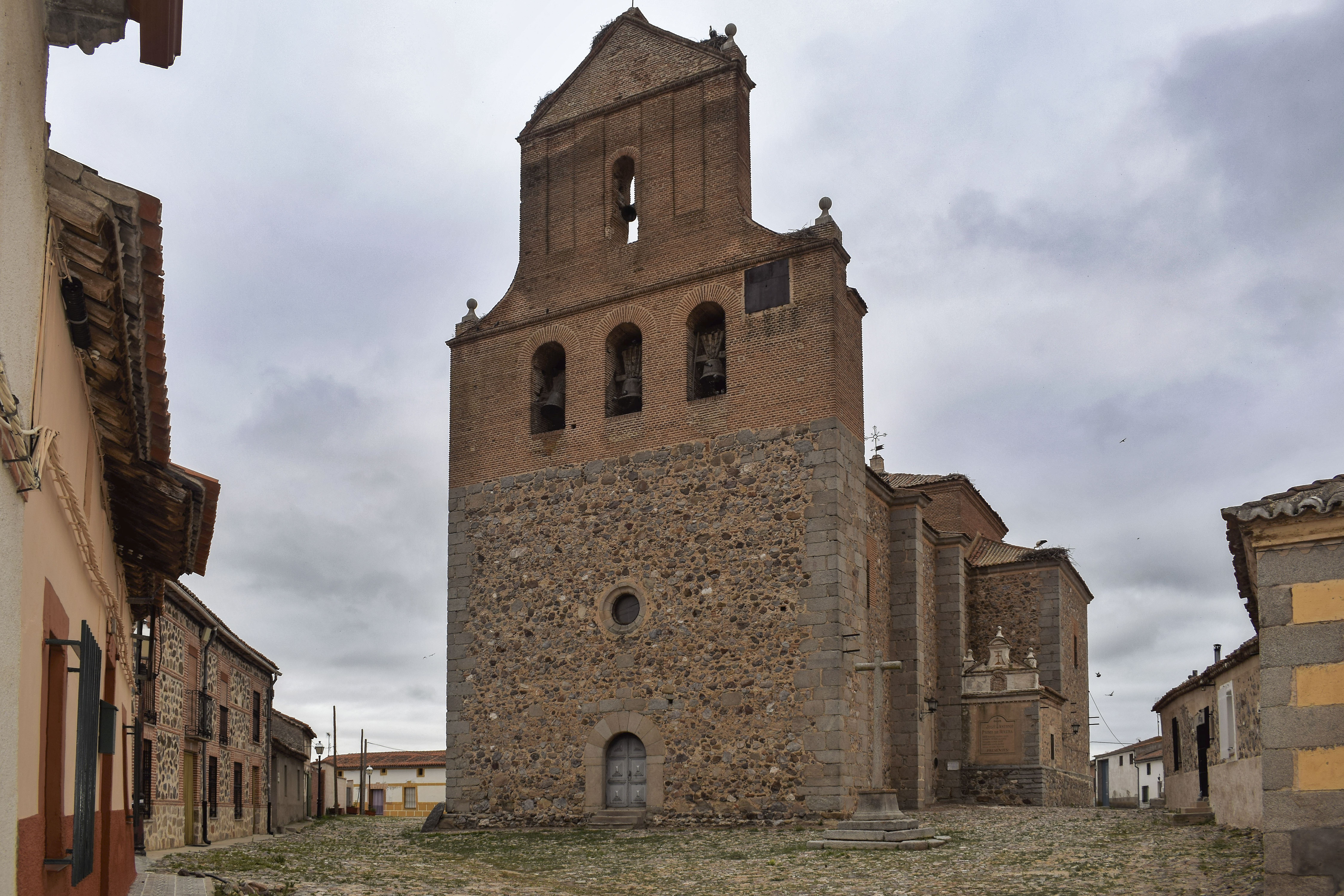
Iglesia de San Isidro y calle adyacentes

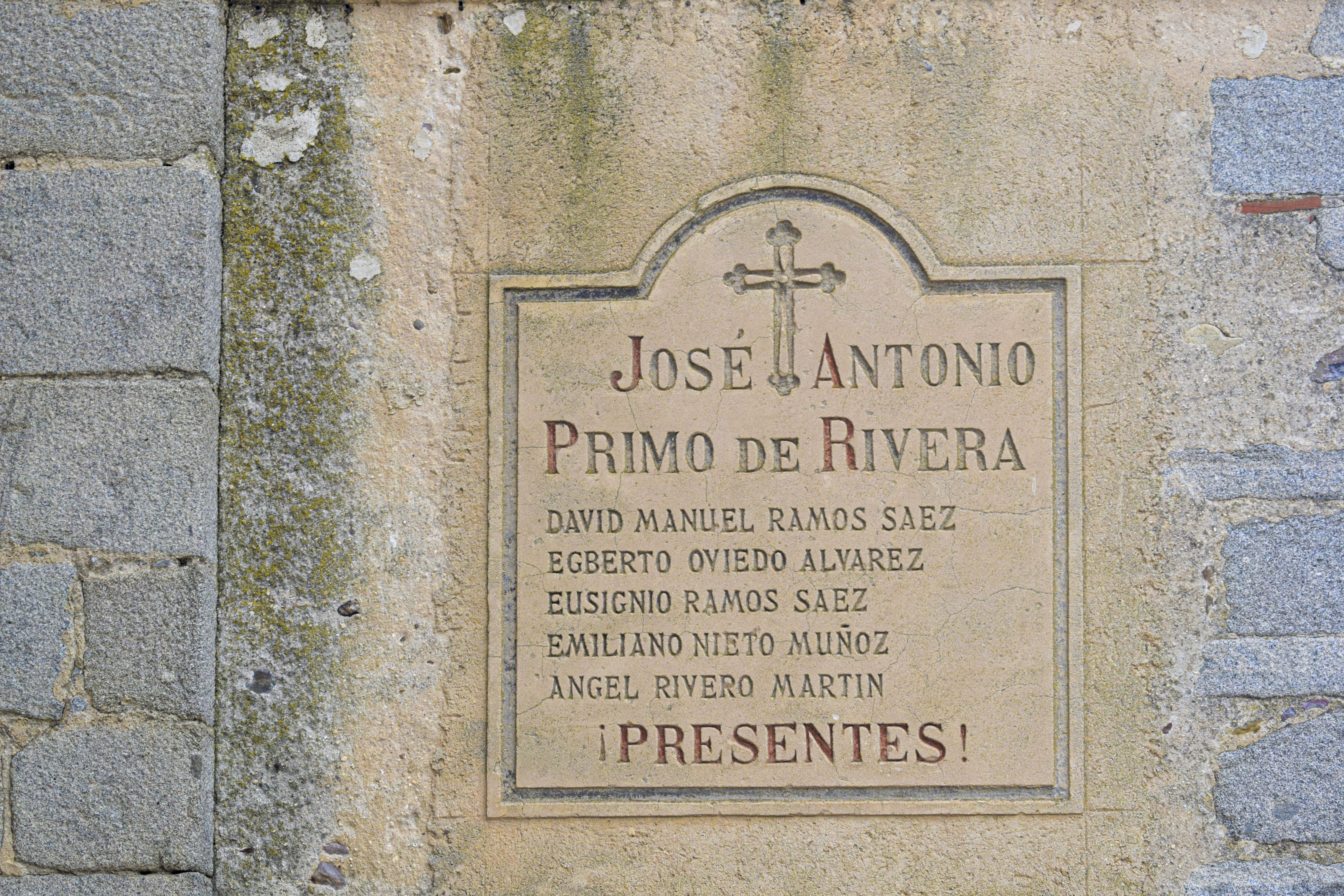
Placa de época franquista existente en 2023 pese a la Ley de la Memoria Histórica

Velayos es un municipio de España, en la provincia de Ávila, comunidad autónoma de Castilla y León. Cuenta con una población de 217 habitantes (INE 2024).

## Geografía
El término municipal de Velayos limita al sur con el de Santo Domingo de las Posadas, al este con el de Maello, al norte con el de Blascosancho y al oeste con el de la Vega de Santa María. Se extiende en un terreno prácticamente llano, de carácter sedimentario, en torno a los 900 metros de altitud y en un paisaje caracterizado por la ausencia de masas arbóreas. Los campos de cereales y algunos pinares dominan un espacio abierto sin apenas elevaciones.
La línea del ferrocarril de Madrid a Irún cruza el término municipal de sur a norte y contaba con una estación (ahora sin uso) a tres kilómetros de la población, en la carretera que conduce a la vecina localidad de Maello.

## Demografía
Velayos cuenta con una población de 217 habitantes (INE 2024).
| Gráfica de evolución demográfica de Velayos entre 1842 y 2021                                                         |
| |
| Población de derecho según los censos de población del INE. Población de hecho según los censos de población del INE. |

## Economía

### Evolución de la deuda viva
El concepto de deuda viva contempla solo las deudas con cajas y bancos relativas a créditos financieros, valores de renta fija y préstamos o créditos transferidos a terceros, excluyéndose, por tanto, la deuda comercial.
| Gráfica de evolución de la deuda viva del ayuntamiento entre 2008 y 2014                             |
| |
| Deuda viva del ayuntamiento en miles de Euros según datos del Ministerio de Hacienda y Ad. Públicas. |

La deuda viva municipal por habitante en 2014 ascendía a 415,05 €.